# Zeche Steingatt
Die Zeche Steingatt war ein Steinkohlen-Bergwerk in Essen-Burgaltendorf.

## Geschichte
Die erste urkundliche Erwähnung des Bergwerksbesitzes Steingatt erfolgte im Jahre 1702. Ab diesem Zeitpunkt wurde westlich von Burgaltendorf ein Stollen Steingatt in Angriff genommen, der mit den Jahren insgesamt über 2200 m nach Westen Richtung Byfang vorgetrieben wurde.
Nachdem der Stollenbau über mehrere Jahrzehnte lukrativ betrieben werden konnte, wurde ab 1830 ein Vertrag mit der westlich anschließenden Zeche Prinz Wilhelm geschlossen. Diese Stollenzeche baute einen eigenen Eisenbahnanschluss von ihren Gewinnungsbetrieben bis an die Ruhr hinab, um Anschluss an die Ruhrschifffahrt zu erhalten. Die Zeche Steingatt schloss nun mit Prinz Wilhelm einen Vertrag zur Verlängerung dieser Prinz-Wilhelm-Bahn und zur Mitbenutzung des Ruhranlegers.
Beide Gesellschaften beabsichtigten in der darauffolgenden Zeit den Übergang zum Tiefbau. 1852 erfolgte die Konsolidation der beiden Zechen unter dem Namen Gewerkschaft Steingatt. Es wurde auf Steingatt der Schacht Laura abgeteuft (zwischen Burgaltendorf und Byfang, heutige Laurastraße), sowie auf Prinz Wilhelm der Schacht Carl. Beide Schächte waren durch die Sohlen der jeweiligen Hauptstollen durchgeteuft worden. Sie waren allerdings bereits mit maschinellem Ausbau versehen und verfügten für die Personenfahrung über Fahrkünste.
Zwecks weiterer Expansion wurde das Gesamtgrubenfeld nach Süden ausgedehnt; hierbei wurde die Berechtsame Prinz Friedrich für den späteren Ausbau hinzuerworben. Die Zeche förderte um 1890 annähernd 90.000 t Anthrazitkohle. Der Zusammenbruch des Schachtes Carl (Prinz Wilhelm) 1896 schwächte die Gesellschaft wirtschaftlich derartig, dass die Gewerkschaft in schwere finanzielle Probleme kam.
1903 musste die Gewerkschaft Steingatt liquidieren, da die notwendig gewordene Tieferteufung des verbliebenen Schachtes Laura sowie die Wiederaufwältigung des Schachtes Carl völlig außerhalb des finanziell Möglichen waren. Die Förderung wurde eingestellt. Der südliche Grubenfeldteil Prinz Friedrich wurde von der Gewerkschaft Altendorf aufgekauft. Der verbleibende Feldesteil wurde zunächst pachtweise an kleinere Bergbaubetriebe abgegeben. Ab 1922 war das Feld Steingatt im Besitz der Adler Bergbau-AG. Unter deren Regie sowie später unter der Gewerkschaft Heinrich wurde die Zeche im Rahmen der Inbetriebnahme der Zeche Theodor wiederaufgewältigt.